# Luxtorpeda
Die Luxtorpeda war ein polnischer Schnelltriebwagen mit gehobener Ausstattung. Die Fahrzeuge Baureihe SAx90080 – SAx90085 wurden in den 1930er Jahren von Fablok in Chrzanów in Lizenz von Austro-Daimler gebaut. Sie waren technisch eng mit den BBÖ VT 63 verwandt und entsprachen wie diese dem Austro-Daimler Werkstyp 4a.

## Name
Der offizielle Name lautete Pociąg Motorowo-Ekspresowy MtE, der Zug wurde jedoch von Anfang an als Luxtorpeda bezeichnet, einer Zusammensetzung der Wörter Luxus und Torpedo, die darauf anspielen, dass der Zug luxuriös ausgestattet und mit 115 km/h für damalige Verhältnisse schnell war.

## Aufbau und Technik

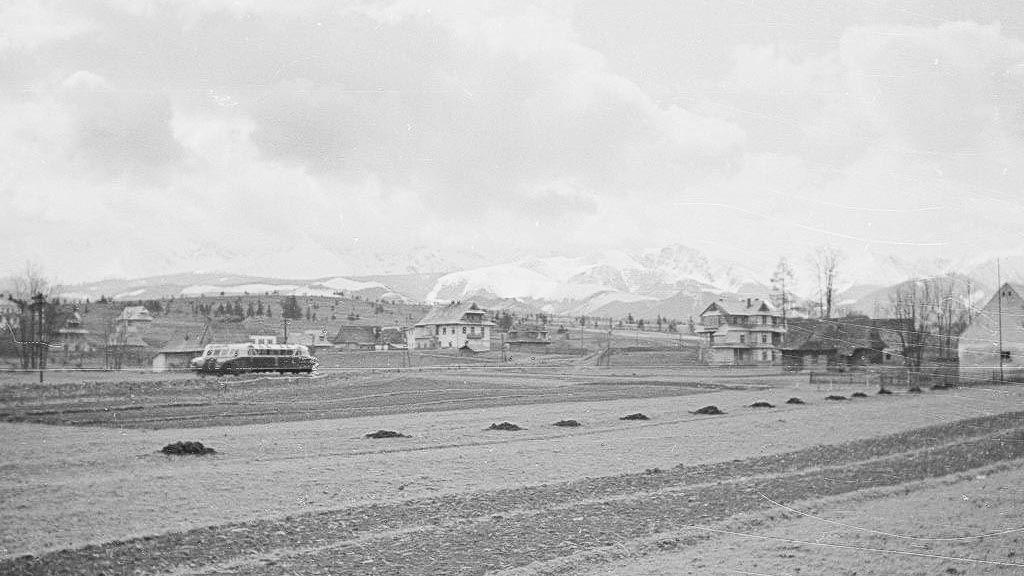
Luxtorpeda bei Zakopane 1936

Von 1933 bis 1939 fertigte das polnische Unternehmen Fablok insgesamt fünf Luxtorpeda in seinen Werken an, wobei die patentierten Fahrgestelle mit Luftreifen von Austro-Daimler bzw. Steyr-Daimler-Puch zugeliefert wurden.
Entwickler des Triebwagens war der Ingenieur Klemens Stefan Sielecki, der den an die PKP verkauften Prototyp des Herstellers Austro-Daimler weiter entwickelte. Im Gegensatz zum Prototyp, der mit zwei 80 PS starken AD 640-Benzinmotoren angetrieben war, erhielten die Luxtorpeda je zwei 125 PS starke Reihensechszylinder-Dieselmotoren von MAN. Analog zum VT 63 erfolgte die Kraftübertragung durch Strömungsgetriebe von Voith St. Pölten.

## Einsatz
Der in Österreich gebaute Prototyp besaß als einziges Fahrzeug der Serie keine Oberlichtfenster an den Fronten. Er erhielt bei den PKP die Nummer SAx90080.
Die Polnischen Staatseisenbahnen nutzten die Luxtorpeda vor allem für Verbindungen von Krakau, insbesondere zwischen Krakau und Zakopane und anderen Kurorten in den polnischen Karpaten. Während der deutschen Besatzung wurden die Luxtorpedas, die nicht von Kriegshandlungen zerstört wurden, „nur für Deutsche“ genutzt. Nur zwei Luxtorpedas überstanden den Zweiten Weltkrieg. Die letzte Luxtorpeda wurde 1954 außer Betrieb genommen.

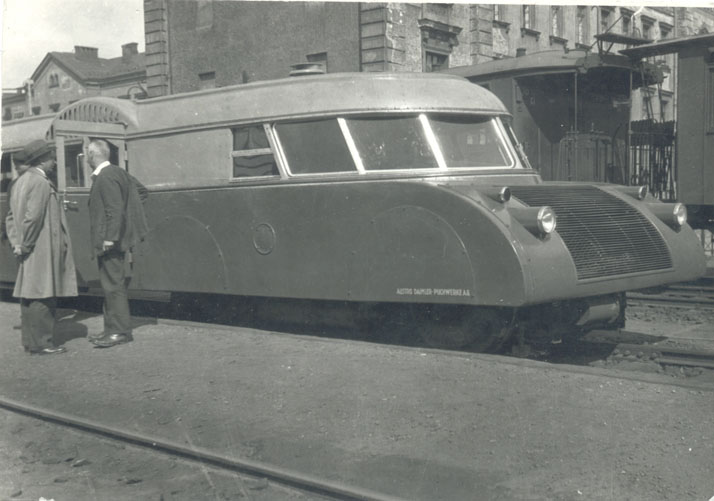
Austro-Daimler Prototyp des Luxtorpeda am Hauptbahnhof Krakau. Am Radkasten die Aufschrift des Herstellers.
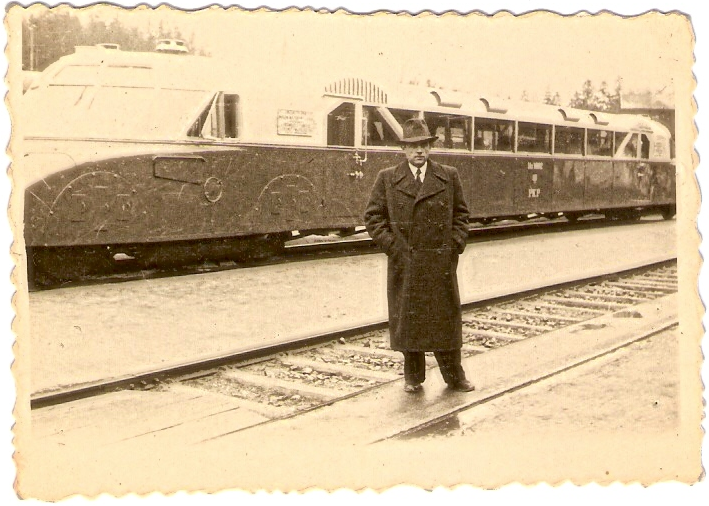
Klemens Stefan Sielecki, Bahnhof Zakopane 1935
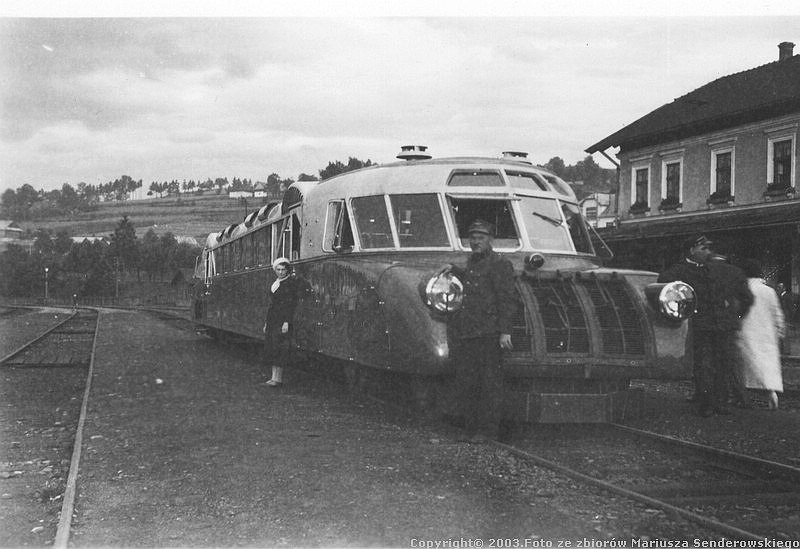
Luxtorpeda in Chabówka 1936
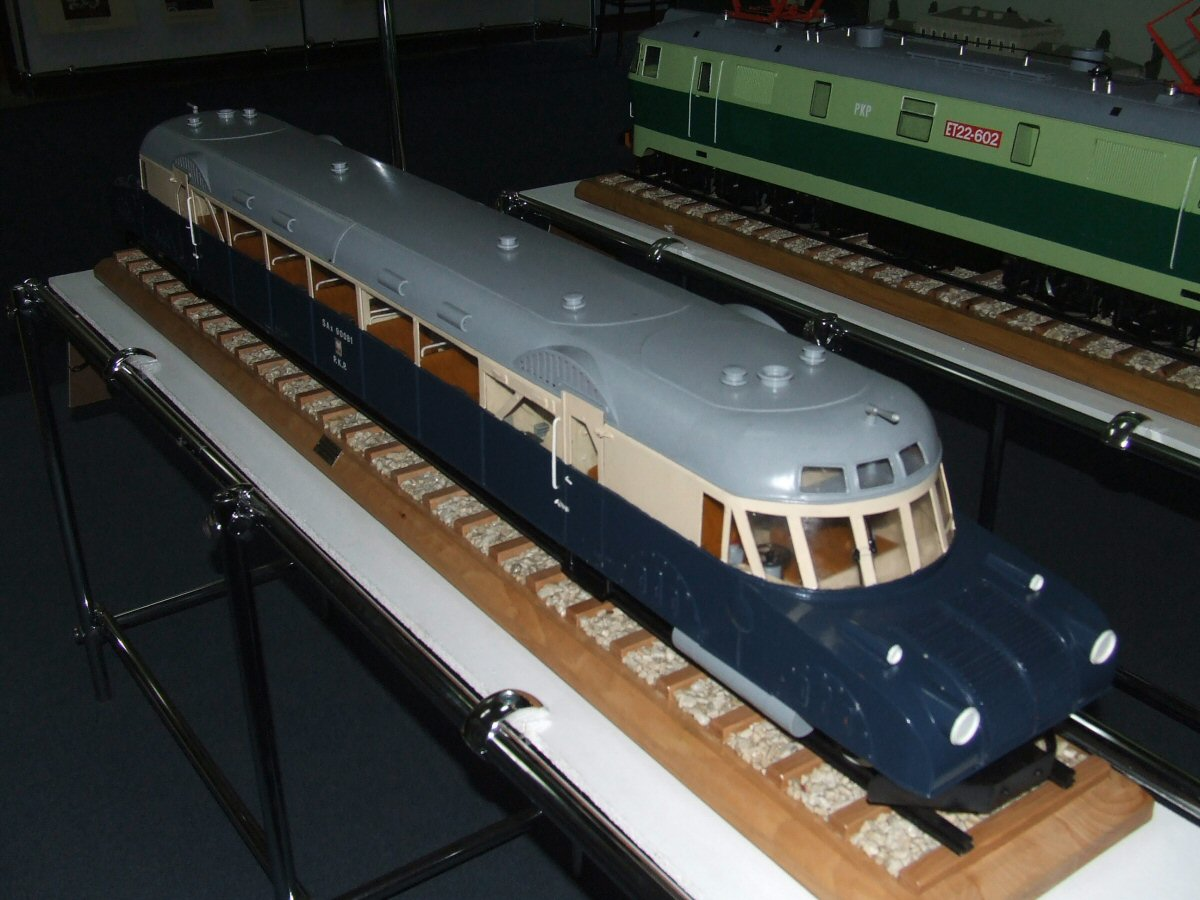
Warschauer Eisenbahnmuseum